# Maxhütte-Haidhof
Maxhütte-Haidhof (pronunciación en alemán: /ˈmaksˌhʏtə ˈhaɪ̯thoːf/ⓘ) es una ciudad situada en el distrito de Schwandorf, en el estado federado de Baviera (Alemania), con una población a finales de 2016 de unos 11 120 habitantes.
Se encuentra ubicada al este del estado, en la región de Alto Palatinado, cerca de la orilla del río Naab —un afluente izquierdo del Danubio— y de la frontera con República Checa.